# Квитунг
„Квитунг” је југословенски ТВ филм из 1980. године. Режирао га је Звонимир Бајсић који је написао и сценарио.

## Улоге
| Глумац           | Улога                   |
| ---------------- | ----------------------- |
| Мартин Бахмец    |                         |
| Вероника Ковачић | (као Вероника Дурбешић) |
| Иво Сердар       |                         |